# La Sauvetat-de-Savères
La Sauvetat-de-Savères település Franciaországban, Lot-et-Garonne megyében. Lakosainak száma 482 fő (2022. január 1.). La Sauvetat-de-Savères Cauzac, Puymirol, Saint-Caprais-de-Lerm, Saint-Martin-de-Beauville és Saint-Robert községekkel határos.

## Népesség
A település népességének változása:
| Lakosok száma | 303  | 260  | 312  | 474  | 569  | 549  | 536  | 524  | 510  | 482  |
|               | 1968 | 1982 | 1990 | 2006 | 2013 | 2015 | 2017 | 2019 | 2020 | 2022 |